# Eriogonum brevicaule
Eriogonum brevicaule är en slideväxtart som beskrevs av Thomas Nuttall. Eriogonum brevicaule ingår i släktet Eriogonum och familjen slideväxter.

## Underarter
Arten delas in i följande underarter:
- E. b. bannockense
- E. b. caelitum
- E. b. canum
- E. b. cottamii
- E. b. laxifolium
- E. b. micranthum
- E. b. nanum